# カルパト・ウクライナ

カルパト・ウクライナ共和国
Карпатська Україна (ウクライナ語)

国歌: Ще не вмерла Україна（ウクライナ語）
ウクライナは滅びず

カルパト・ウクライナの位置（1939年）

カルパト・ウクライナ共和国（ウクライナ語: Карпатська Україна）は、1939年3月14日にチェコスロバキアから独立した国家である。しかし、独立後すぐにハンガリー王国の侵攻を受け、3月16日に併合された。

## 歴史

### 前史
チェコスロバキア東部にあるカルパティア・ルテニア (Carpathian Ruthenia) は、ウクライナ人が多く住む地方であり西ウクライナとも呼ばれていた。しかしカルパティア山脈という障壁により、歴史的にはウクライナと異なる国家に統治され続けた。9世紀頃にはモラヴィア王国、10世紀以降にはブルガリア帝国、12世紀にはウラジーミル2世モノマフによりキエフ大公国、13世紀にはベーラ4世によってハンガリー王国の版図に組み込まれた。このためカルパティア・ルテニアは聖イシュトヴァーンの王冠の地の一つとして、ハンガリーの固有の領土であると認識されるようになった。
16世紀からはハンガリーはハプスブルク帝国の統治下となったが、まもなくオスマン帝国の支配下となった。18世紀以降はオーストリア帝国の一部として統治された。オーストリア＝ハンガリー帝国の成立後は帝国内のハンガリー王国の一部として統治された。
1918年、第一次世界大戦でオーストリア＝ハンガリー帝国が敗北し、帝国支配下の民族が分離独立を始めた。ロシア帝国もロシア革命で崩壊していたため、カルパティア・ルテニアとブコビナ、リヴィウ等のウクライナ人も蜂起し、10月18日に西ウクライナ人民共和国の独立を宣言した。西ウクライナはウクライナ人民共和国との合同を目指したが、1919年7月のポーランド・ウクライナ戦争の結果、ウクライナの合同は不可能となった。共和国は分割され、カルパティア・ルテニアはトリアノン条約とサン＝ジェルマン条約により、チェコスロバキアに編入された。

### チェコスロバキア統治時代
サン＝ジェルマン条約の規定では、カルパティア・ルテニアは完全な自治権が与えられることになっていた。1920年に制定されたチェコスロバキア憲法でもカルパティア・ルテニアに自治権を与える規定はあったものの、独自の議会を招集することも大統領の指名も出来ず、自治は事実上の空文となっていた。
このため中央政府への反発は強く、1935年の総選挙の際にも中央政府を支持する政党にはカルパティア・ルテニア全体の35%の票しか集まらなかった。

### 自治政府成立

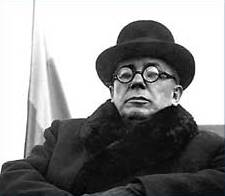
アウグスティーン・ヴォローシン

1938年、ナチス・ドイツがチェコスロバキアのズデーテン地方を要求した。これに便乗してハンガリー王国がカルパティア・ルテニアとスロバキアを要求し、国境地帯に軍を集結させた。ミュンヘン会談の結果、ドイツの要求は通り、その他の係争地も個別に対応を迫られることになった。
チェコスロバキアのエドヴァルド・ベネシュ大統領は辞任し、10月1日に連邦制の国家『チェコ＝スロバキア共和国』（チェコスロバキア第二共和国）が成立した。10月8日、カルパティア・ルテニアはスロバキアとともに自治権を獲得し、アウグスティーン・ヴォローシンがカルパティア・ルテニアの大統領に選出された。
しかし、ハンガリーの領土要求はやまなかった。このためチェコスロバキア政府はドイツとイタリア王国に調停を依頼した。ウィーンで開催された会議の結果、チェコスロバキアはカルパティア・ルテニアとスロバキアの南部を割譲することが決まった。しかし両自治共和国はこれに反発し、割譲が予定通り行われることはなかった。このためハンガリーからの圧力は次第に強まった。

### 独立と消滅

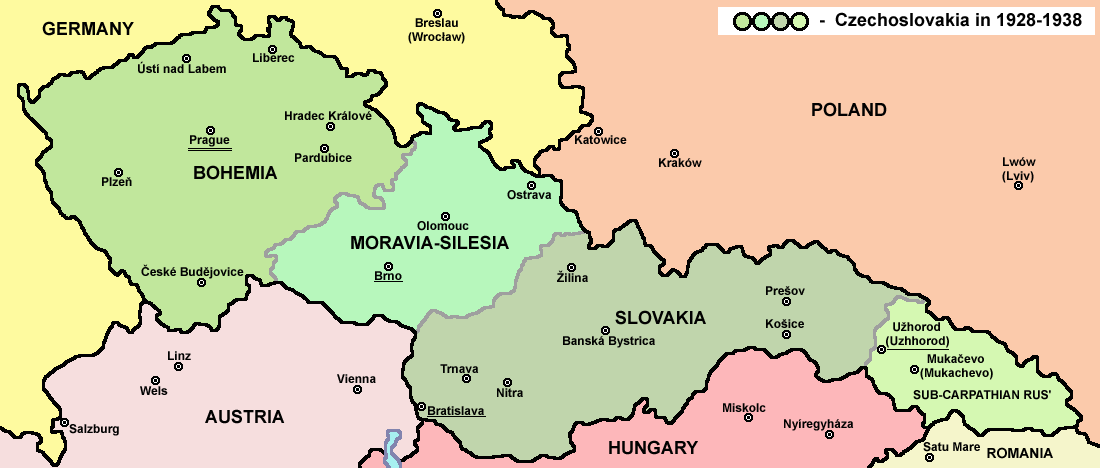
1938年当時のチェコスロバキアの区分。左からボヘミア、モラビア・シレジア、スロバキア、カルパティア・ルテニア

チェコスロバキアの係争地域。1はドイツ要求地域であるズデーテン。2はポーランド要求地域のテッシェン、3はウィーン裁定でハンガリー領になる南部スロバキアと南部カルパティア・ルテニア、4はカルパティア・ルテニア、5はチェコ、6はスロバキア

1939年1月、激しい独立運動に手を焼いたチェコスロバキアはドイツに協力を要請したが拒絶された。チェコスロバキア政府は弾圧に転じ、3月6日にカルパティア・ルテニアの自治政府を禁止した。
3月15日、ドイツはスロバキア自治政府の大統領であったヨゼフ・ティソに独立宣言をさせ、スロバキア共和国を成立させた。同日、カルパティア・ルテニアも「カルパト・ウクライナ共和国」として独立宣言を行った。
しかしドイツと密約を結んでいたハンガリー軍は即座に侵攻し、16日にはほぼ全土を占領、カルパト・ウクライナ併合を宣言した。17日にはポーランド国境地帯に到達し、カルパト・ウクライナ全土が併合された。大統領ヴォローシンはプラハに亡命し、カルパト・ウクライナ共和国は3日で消滅した。

### 第二次世界大戦
まもなく発生したスロバキア・ハンガリー戦争で旧カルパト・ウクライナ共和国領は、スロバキア侵攻に用いられた。その後、ハンガリーへの併合はドイツにも承認され、第二次世界大戦中はハンガリー領カルパティア・ルテニアとして扱われた。

### 再独立と再消滅
1944年10月、ソビエト連邦軍はハンガリー国内に侵攻し、カルパティア・ルテニアを占領下に置いた。この間にソ連の支援の元にザカルパート・ウクライナ（ウクライナ語: Закарпатська Україна）として再独立を果たした。チェコスロバキア亡命政府はソ連に抗議したが、受け入れられなかった。11月19日、ザカルパート・ウクライナ国内の共産主義者はソ連への併合要求を発表した。この間にヴォローシンら独立派はソ連に逮捕され、ソ連国内の収容所に入れられた（ヴォローシンは1945年に獄死）。1945年6月、チェコスロバキア政府は要求を受諾し、1946年にザカルパート・ウクライナは正式にソビエト連邦ウクライナ・ソビエト社会主義共和国にザカルパッチャ州として編入された。ザカルパッチャ州はソ連崩壊後もウクライナの領土として存続している。

## 郵便

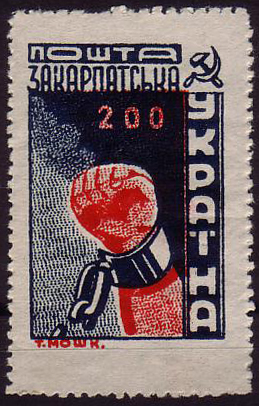
ソ連占領下のカルパト・ウクライナで発行された切手（1945年）

極めて短命の国家であったが、独自の切手を発行している。また、ソ連軍占領下でも独自の切手を発行している。

## 憲法
カルパト・ウクライナ共和国は独立直後に憲法を制定している。
1. カルパト・ウクライナは独立国家である。
2. 国名はカルパト・ウクライナ (Carpatho-Ukraine) とする。
3. カルパト・ウクライナは共和国であり、選挙によって選出された大統領が国家元首として統治する。
4. カルパト・ウクライナの公用語はウクライナ語である。
5. カルパト・ウクライナの国旗の色は青を上部に、黄を下にする。
6. カルパト・ウクライナの国章は赤い熊が紋章の側に立っているものとする。紋章は青が4つ、黄色が3つのストライプで構成された偉大なる聖公ヴォロディーミル1世が使用したものである。
7. カルパト・ウクライナの国歌は『ウクライナは滅びず』とする。
8. この規定は公布後直ちに有効である。